# Siete Orejas
Siete Orejas (Mam: Wuq Xinkan) is een stratovulkaan in het departement Quetzaltenango in Guatemala. De berg ligt ongeveer vijf kilometer ten zuidwesten van de stad Quetzaltenango en heeft het hoogste punt met 3370 meter aan de noordwestzijde. De vulkaan heeft zeven pieken rondom een krater, waarvan de zuidelijke rand ingestort lijkt te zijn.
De vulkanische rug herbergt meer dan 18 ceremoniële altaren van de Maya's, waarvan de meeste nog steeds actief gebruikt worden door de lokale Mayapriesters. De naam Siete Orejas is afkomstig van de lokale naam in de Mam-taal: Wuq Xinkan. Volgens de lokale bevolking is deze naam ontstaan uit een legende over een grote kei op een van de toppen.
Ongeveer vijf kilometer naar het zuidwesten ligt de vulkaan Chicabal en ongeveer zes kilometer naar het zuidoosten ligt de vulkaan Santa María. Ongeveer tien kilometer naar het oosten liggen de vulkanen Cerro El Baúl en Almolonga.

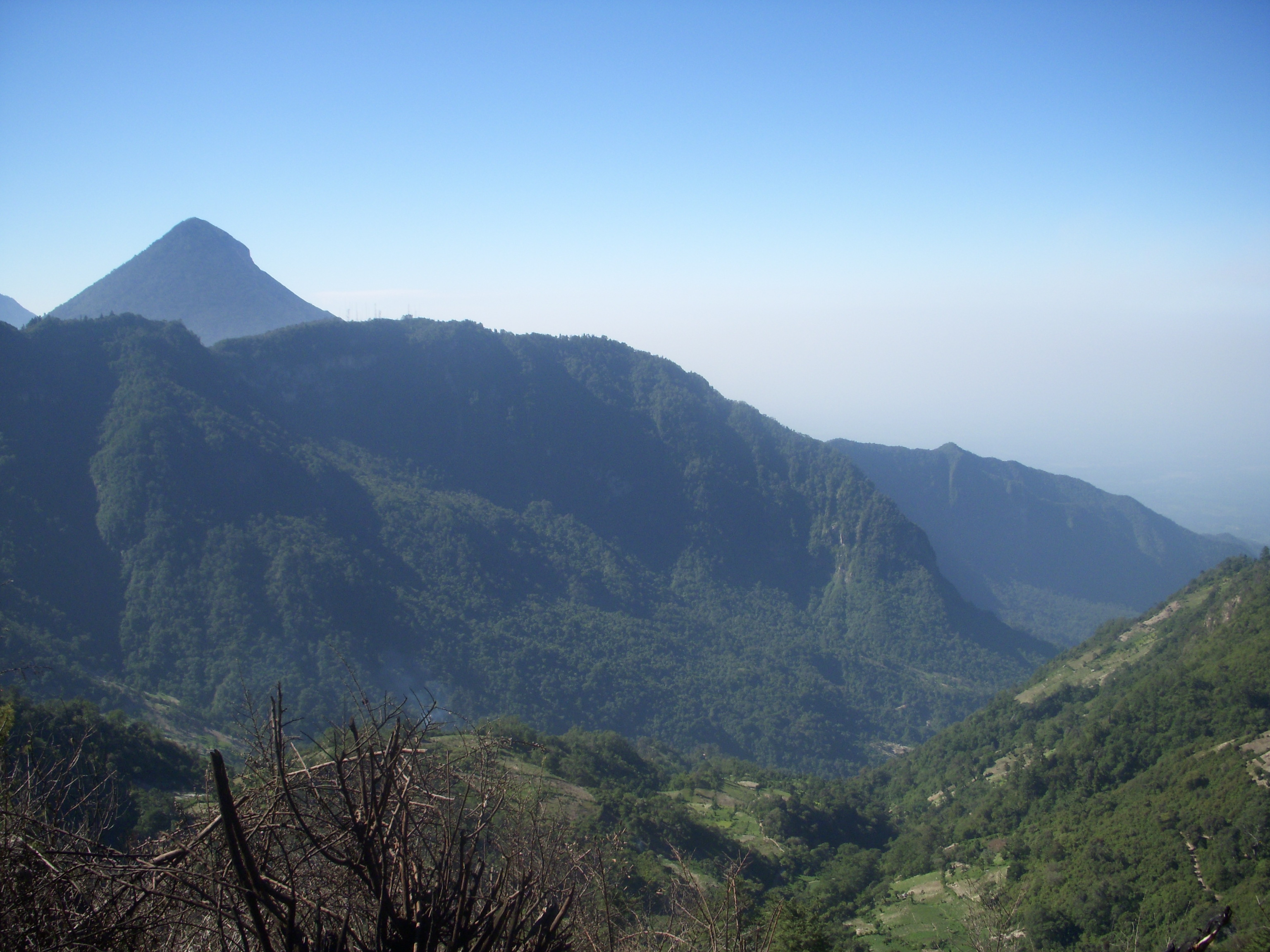
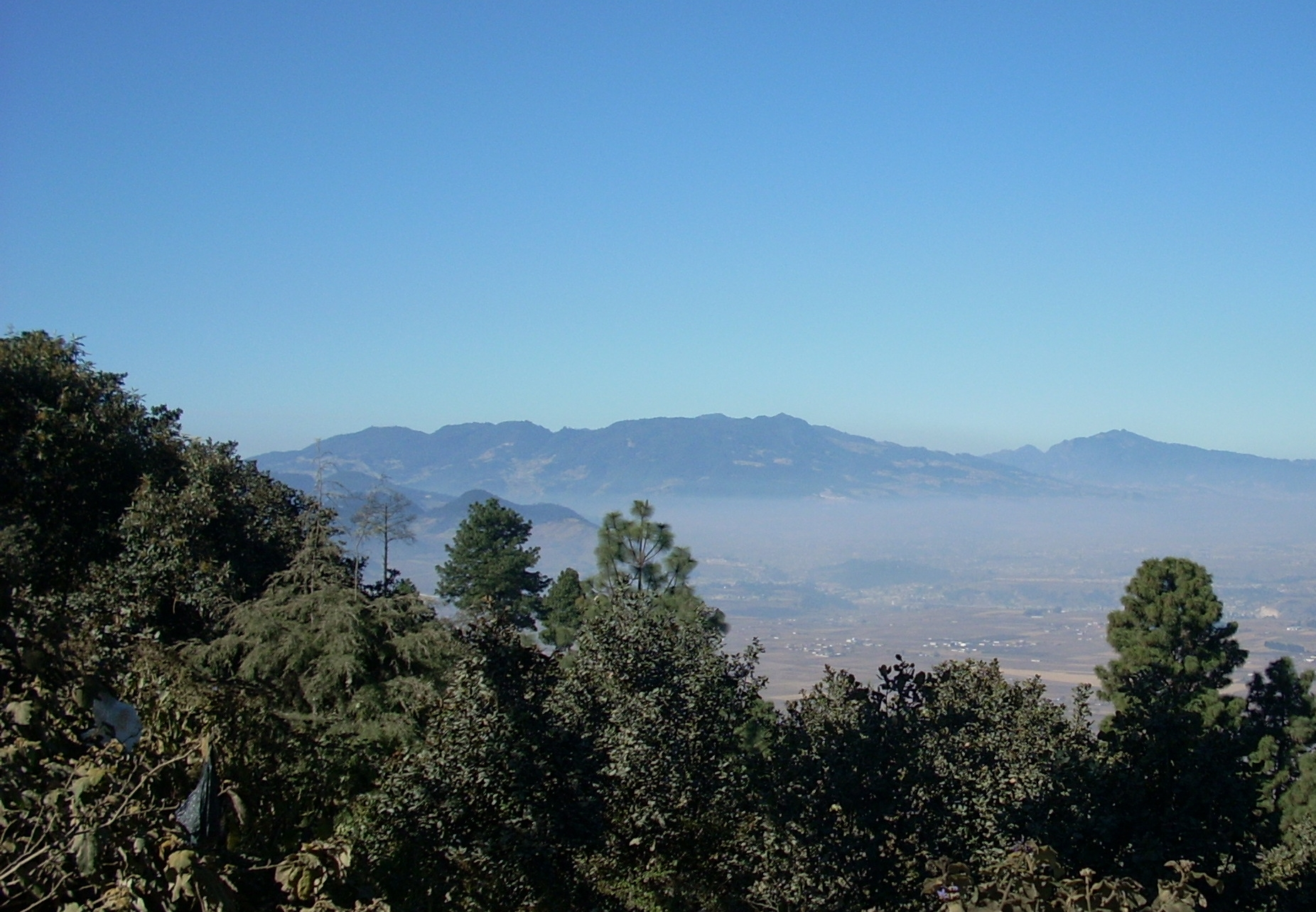
3D-animatie